# El nou món
El nou món  (títol original: The New World) és una pel·lícula estatunidenca dirigida per Terrence Malick, estrenada l'any 2005 Ha estat doblada al català.

## Argument
Al segle XVII, sobre la costa Est d'Amèrica del Nord, tres vaixells anglesos atraquen per fundar una nova colònia que pren el nom de Jamestown. Sobre el marge, un grup d'amerindis els observa amb estupefacció. Tot just desembarcat, un dels colons, John Smith, és a punt d'ésser penjat per rebel·lió. És indultat in extremis pel capità Christopher Newport, el cap de l'expedició.

## Repartiment
- Colin Farrell: Capità John Smith
- Q'orianka Kilcher: Pocahontas (Matoaka, Rebecca Rolfe)
- Christopher Plummer: Capità Christopher Newport
- Christian Bale: John Rolfe
- August Schellenberg: Cap Powhatan (Wahunsonacock)
- Wes Studi: Opchanacanough
- David Thewlis: Edward Maria Wingfield
- Yorick van Wageningen: Samuel Argall
- Ben Mendelsohn: Ben
- Raoul Trujillo: Tomocomo
- Brian F. O'Byrne: Lewes
- Irene Bedard: Mare de Pocahontas (Nonoma Winanuske Matatiske)
- John Savage: Thomas Savage
- Alex Rice: Esposa de Patawomeck
- Jamie Harris: Emery
- Janine Duvitski: Mary
- Thomas Clair: Patawomeck (Japazaws)
- Michael Greyeyes: Rupwew
- Kalani Queypo: Parahunt
- Noah Taylor: Selway
- Jonathan Pryce: Rei James VI & I

## Al voltant de la pel·lícula
- El rodatge va començar el 26 de juliol de 2004 i va tenir lloc a Oxford, Surrey i Hatfield al Regne Unit, així com a Chickihominy Reblar als Estats Units.
- El fort de Virgínia va ser construït en 30 dies, és a dir en exactament la mateixa durada que els colons de l'època que no tenien ni grues ni altres utillatges moderns.
- Primer film des de Hamlet, realitzat per Kenneth Branagh l'any 1996, utilitza una cinta de 70 mm per a certes escenes.
- Terrence Malick va redactar el seu guió al final dels anys 1970
- Q'Orianka Kilcher tenia 14 anys en el començament del rodatge. S'estima que la verdadera Pocahontas tindria 11 o 12 anys quan troba per primera vegada John Smith.
- Curiosament, la música composta per James Horner és pràcticament absent al film. S'hi sent sobretot el preludi de l'or del Rin de Richard Wagner, i el Concerto per a piano no 23 en la major, KV 488 de Wolfgang Amadeus Mozart.

## Rebuda

### Crítica
- Un treball d'una imaginació impressionant, més que una pel·lícula és una manera de transport, i en tots els sentits una obra mestra"[5]
- "Es despulla de totes les fantasies i tradicions de la història de Pocahontas (...) i imagina com de nous i estranys es van haver de sentir aquestes persones entre si. (...) Malick és un visionari, i aquesta història en requeria un. (...) Puntuació:★★★★ (sobre 4).[6]

### Distincions
- Nominació a l'Oscar a la millor fotografia l'any 2006.
- El Nou món ha estat elegit 9è millor film del decenni 2000-2009 pels Cahiers du cinéma.